# Rozhlad
Rozhlad (hrv. Razgled) jedini je kulturni časopis Lužičkih Srba, koji izlazi svakog mjeseca bez prestanka od 1950 godine. 
Uzmemo li u obzir lužičkosrpske prijedhodnike: Łužičan (1860. – 1881.) i Łužica (1882. – 1937.), bismo zaključili da časopis ima 150-godišnju tradiciju, koja je bila prijekinuta jedino u vremenu fašizma i u periodu Drugoga svjetskoga rata.
U mjesečniku analiziraju se kulturne, umjetničke i manjinske tematike te teme iz kulturnog života Lužičkih Srba. Mjesečnik objavljuje također pjesme, kratku prozu lužičkosrpskih autora te članke lužičkosrpske svakdanjice. Aktualne lužičkosrpske knjige recenziraju se u časopisu. Mjesečnik Razgled se može promatrati kao most Lužičkih Srba k drugim slavenskim oblastima i jezičnim manjinama. Njemačke autore u prijevodu također se publiciraju u ovom periodikumu. Dalnja rubrika su razgovori poznatim lužičkosrpskim umjetnicima, piscima i glumcima. Časopis objavljuje također prijevode poezije i kratke proze na gornjolužičkosrpskom i donjolužičkosrpskom jeziku poglavito s drugih slavenskih jezika, primjerice segmente teksta slovačko-slovenske pisateljice Stanislave Chrobákové-Repar, pjesme čeških pisaca Milan Hrabal i Pavel Novotný.
Časopis se tiska u nakladništvu Ludowe Nakładnistwo Domowina u Bautzenu (Budyšinu).
Članci mogu biti na gornjolužičkosrpskom ili donjolužičkosrpskom jeziku.
Časopis se može kupiti u Smolerovoj knjižari u Bautzenu te u Kulturnoj lužičkoj informaciji u Cottbusu.
U 2014. godini časopis je imao oko 420 abonenata.

## Glavni urednici
- Ota Wićaz (1950. – 1952.)
- Měrćin Nowak-Njechorński (1952. – 1970.)
- Cyril Kola (1970. – 1991.)
- Jěwa-Marja Čornakec (1992. – 2011.)
- Richard Bígl (2011. – 2013.)
- Viktor Zakar (2013. – 2015.)
- Sara Mičkec (2016. – 2020.)
- Katrin Čornakec (2020. – danas)

## Vanjske poveznice
- Službena web stranica